# Барельєф

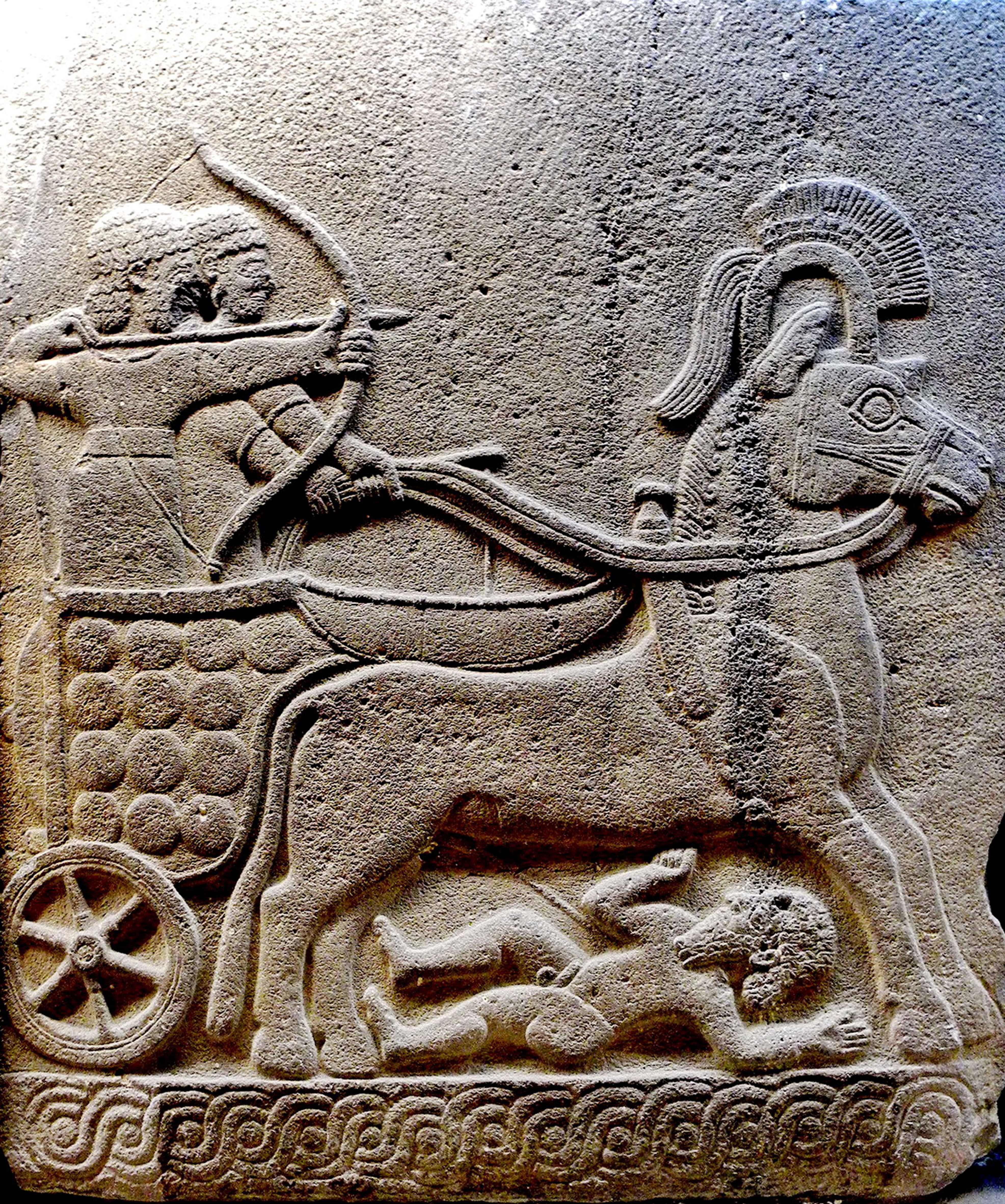
Хеттський барельєф з колісницею

Барельє́ф (фр. bas-relief, від bas — «низький» і relief) або плоскорізьба[джерело?] — один з різновидів художнього рельєфу, скульптурна композиція, виконана на площині і пов'язана з тлом. Барельєфом називають рельєф, випуклість (цебто, висота над тлом) якого не перевищує половини об'єму скульптури. Цим барельєф відрізняється від високого рельєфу, або горельєфу, що випинається більше ніж наполовину.
Рельєф буває й поліхромований; переважно застосовується в архітектурній декорації і в мистецькому промислі.

## Художній рельєф в Україні
В Україні пам'ятки рельєфу відомі з палеоліту.
З I століття до Різдва Христового збереглися цікаві рельєфи із зображенням скіфських царів з Неаполя Скіфського.
Техніка рельєфу була поширена у Херсонесі, Ольвії та інших містах Криму (Гераклові подвиги та ін.).
З 1 тисячоліття походить унікальний рельєф на скелі з села Буші (Вінниччина).
Заборона у християнській Київській державі круглої скульптури («кумиротворення») сприяло розвиткові рельєфу. Збережені шиферні рельєфи з київських храмів: Михайлівського Золотоверхого («Святі їздці»), Печерського монастиря (рельєфи з Гераклом і Кібелою) і Ірининської церкви (фрагмент рельєфу з воїном) усі з 11 ст., з Борисоглібського собору в Чернігові (собако-птаха) та Успенського в Галичі (рельєф — фриз у романському стилі) з 12 ст.
Були поширені кам'яні, металеві й деревʼяні іконки, нерідко з рельєфним зображенням святих воїнів (11-14 ст.) і великі кам'яні ікони — барельєфи святий Юрій з Маріуполя 14-15 століття, Оранта та Антоній і Феодосій Печерські у Лаврській дзвіниці з 1470).
Визначні пам'ятки орнаментального й фігурального рельєфу доби ренесансу, ампіру, класицизму збереглися переважно у Львові в декорації житлових будинків і церковних будівель роботи головно німецьких майстрів.
Високої майстерності в добу бароко досягла високорельєфна і барельєфна різьба іконостасів та архітектурних деталей дерев'яних будинків, палаців, меблів тощо.
У декоративио-рельєфній пластиці при оздобленні монастирів, церков, палаців наприкінці 18-го — поч. 19 століття працювали народні митці у Києві, Полтаві, Ніжині, Миргороді, Переяславі, Глухові, але їх творчість недостатньо досліджена.
Рельєфи-плакети на постаментах монументів дали І. Мартос (на пам'ятнику Рішельє в Одесі), Василь Демут-Малиновський і П. Клодт (барельєф на постаменті пам'ятника Володимиру Великому у Києві), Л. Позен (барельєфи на пам'ятнику І. Котляревському в Полтаві) та ін.
Низку рельєфів для будинків Києва на початку 20 століття виконав Ф. Балавенський та його учні. У 1930-х роках в оздобній скульптурі працювали К. Бульдин, А. Дараган (рельєфи фриз «Оборона Луганського», 1935), Я. Ражба (барельєф для Робітничого театру у Дніпрі, горельєф «З поля») та ін.
У 1945—1970 декоративними рельєфами прикрашено близько 100 будинків у Києві, Горлівці, Донецьку, Кадіївці, Кропивницькому, Новій Каховці та інших містах, роботи переважно молодих митців, станції метрополітену в Києві — «Вокзальна» (карбування на бронзі О. Мизіна) і «Арсенальна» (рельєфи у мармурі І. Макогона, А. Німенка), декоративно оформлено концертну залу в Запоріжжі, палац піонерів у Києві (В. Бородай), стели з рельєфами обабіч монументу І.Франка у Львові та на постаментах численних монументів Леніна, радянських «знатних» людей та історичних подій.
У рельєфі працюють також народні майстри: П. Берна з Жмеринки («Енеїда», 1948), В. Свида («Опришки»), І. Барна (рельєф-стела «Олекса Довбуш», 1960) з Закарпаття, лемківські майстри: В. Одрехівський (рельєф-портрети), А. Фіґоль (барельєф «Гуралі»), І. і В. Кіщаки та інші.
На еміграції рельєф-стели поряд з пам'ятниками Т.Шевченкові у Вашингтоні (США) і в Буенос-Айресі (Аргентина) створив Л. Молодожанин, а у Вінніпезі — А. Дараган.
Рельєфи-зображення українських історичних портретів на медальйонах (64) виконав В. Масютин.

## Інші види рельєфу
- Горельєф (фр. haut-relief — «високий рельєф») — різновид скульптури, в котрому обʼємне зображення виступає над площиною фону більше ніж на половину власного обʼєму. Один з класичних прикладів горельєфу — Пергамський вівтар. Горельєфи використовують як архітектурні прикраси.
- Контррельєф (лат. contra — «проти» і «рельєф») — різновид заглибленого рельєфу, «негатива» барельєфа.